# Pachyanthidium katangense
Pachyanthidium katangense är en biart som beskrevs av Cockerell 1930. Pachyanthidium katangense ingår i släktet Pachyanthidium och familjen buksamlarbin. Inga underarter finns listade i Catalogue of Life.